# De 6 apornas armé
De 6 Apornas Armé (D6AA) var en svensk hiphopgrupp som var aktiv under sena 1990-talet till och med 2001.
Gruppen bestod av 6 medlemmar: Ebola, Fronda, IdErik, Kattla, Kenta Kuk och Unikum. Ebola och Kattla ingick även i gruppen Westra Aros och Kenta och Unikum ingick i gruppen Tetra Pakk.
1999 släppte de tapet "Negativa Apjävlar", det var deras enda släpp tillsammans.
2000 släppte Kattla solotapet "Anti-Allt".
2001 släppte Kattla och Unikum låten "I Väntan På Ett Mirakel" på Streetzone under namnet "Demontraktor".
2001 släppte Ebola och Fronda tapet "Players & Pimpar" under namnet "EFterblivna" som gästades av Tjyvis från Looptroop.

## Medlemmar
| Artistnamn          | Riktigt namn                      |
| ------------------- | --------------------------------- |
| Fronda              | Hans - Sebastian Fronda Andersson |
| Ebola               | Mathias Rosenholm                 |
| Kenta Kuk           | Kenneth Tisell                    |
| (DJ)IdErik          | Erik Lindquist                    |
| Kattla (Shere Khan) | Kristoffer Landberg               |
| Unikum              | Niklas Klang                      |

Den mest kända medlemmen av gruppen idag är förmodligen Fronda, som nått en mindre kommersiell framgång som soloartist. Även Kenta (Kuk) från bandet har nått en viss framgång och bland annat varit "veckans hitvarning" på ZTV
I låten "Självmordstankar", som kan ses som bandets största framgång, samplade man bland andra den svenska artisten Ayo.

## Diskografi
- 1999 - Negativa Apjävlar
- 2000 - Anti Allt (Kattla)
- 2001 - Players & Pimpar (Ebola och Fronda)